# Daniel Zwicker
 (décembre 2014).
Pour les articles homonymes, voir Zwicker.
Cet article comprend des extraits de la Biographie universelle ancienne et moderne de Louis-Gabriel Michaud. Il est possible de supprimer cette indication, si le texte reflète le savoir actuel sur ce thème, si les sources sont citées, s'il satisfait aux exigences linguistiques actuelles et s'il ne contient pas de propos qui vont à l'encontre des règles de neutralité de Wikipédia.
Daniel Zwicker, le chef de la secte des conciliateurs ou tolérants, est  né le 22 janvier 1612 à Dantzig, d'une famille honorable. 

## Biographie
Ayant achevé ses humanités, il fit un cours de médecine et reçut le grade de docteur. Moins occupé de la pratique de son art que de l'examen des opinions religieuses qui tenaient alors divisés tous les esprits, il embrassa d'abord le socinianisme ; mais étant venu demeurer en Hollande, il se rapprocha des arminiens ou remontrants. Séduit par les idées de paix et de conciliation 
qu'il remarqua dans leur doctrine, et touché de voir des chrétiens divisés entre eux pour des dogmes dont il n'appréciait pas toute l'importance, Zwicker pensa qu'il n'était pas impossible de les réunir, et travailla dès lors à réaliser ce projet. Dans ce but, il mit au jour un livre intitulé Irenicum Irenicorum, Seu Reconciliatoris Christianorum hodiernorum Norma Triplex, Sana omnium hominum Ratio, Scriptura Sacra, et Traditiones, Amsterdam, 1658, in-8. Cet ouvrage, qui devait, d'après les idées de l'auteur, opérer un rapprochement entre toutes les communions chrétiennes, souleva contre lui les principaux théologiens protestants, entre autres Jean Amos Comenius et Hoornbeck. Il défendit son système et l'expliqua dans un second ouvrage Irenicomastix perpetuo convictus et constrictus: seu nova Confirmatio Infalibilitatis Irenici Irenicorum per ostensam futilitatem criminosae Comenianae Refutationis, Amsterdam, 1661, in-8.
Les adversaires de Zwicker, qui ne se regardaient pas comme vaincus, réfutèrent ses nouveaux arguments, et  il leur répliqua dans un troisième volume, plus rare que les deux précédents, intitulé Irenicomastix iterat ̣victus et constrictus, im ̣obmutescens. Seu novum et memorabile exemplum infelicissimae pugnae Dn. Ioh. Amos Comenii contra Irenici Irenicorum autorem. Ce volume, quoique imprimé en 1662, ne parut qu'en 1667 ; c'est la date qu'on lit sur le frontispice. Ces trois ouvrages de Zwicker forment le corps complet de la doctrine des conciliateurs ou tolérants. On en trouve la description détaillée dans la Bibliographie de Debure, n°747, théologie. Ils étaient autrefois recherchés, mais à partir du XIXe siècle ils sont complètement délaissés. 
L'expérience avait dû faire perdre à Zwicker l'espoir de rapprocher les hommes. Il fut pendant le reste de sa vie étranger à toutes les communions, et mourut à Amsterdam le 10 novembre 1678.
Si vous demandez, dit Osiander, quel animal est Zwicker et quelle est sa religion, il vous répondra lui-même qu'il n'est ni luthérien, ni calviniste, ni chrétien grec, ni catholique romain, ni remontrant, ni mennonite, etc. ; mais que, quoiqu'il n'ait rien de commun avec aucune secte, il n'en désire pas  moins avec ardeur qu'elles se réforment toutes d'après la vérité divine dont il se déclare l'interprète. Ainsi que dans le règne de la nature on regarde comme monstre tout ce qui s'éloigne de l'ordre établi, de même dans le règne de la grâce on doit regarder Zwicker comme un monstre singulier, irrégulier et étonnant. (voir Freytag, Analecia litterar., p. 1115). 
Zwicker  est auteur d'un très grand nombre d'ouvrages il en a publié vingt-neuf en latin, en allemand et en flamand, et il en a laissé vingt et un manuscrits. On en trouvera les titres, avec une courte notice sur l'auteur, dans la Bibliotheca anti-trinitariorum de Christian Sand, p. 151-156. Ceux qui présentent le plus d'intérêt sont: 
1. une traduction latine de l'ouvrage de Minos Celse, sous le titre d' Henoticum christianorum, Amsterdam, 1662, in-8. Il en avait donné l'abrégé en flamand.
2. Compelle intrare; seu tractatus tractatuum de contradictione, 1669 (?), in-4. Contre cette œuvre Leibniz a écrit une Refutatio Objectionum Dan. Zwickeri contra Trinitatem et Incarnationem Dei (1669—1670), Sämtliche Schriften und Briefe, A VI, 1, 531-532.
3. Epistolœ ad Martin. Ruarum de fratribus moravis, deque cum iis concordia et quid illi desiderent, dans la première centurie des Lettres de Ruar, Amsterdam, 1677, in-8.

## Source
« Daniel Zwicker », dans Louis-Gabriel Michaud, Biographie universelle ancienne et moderne : histoire par ordre alphabétique de la vie publique et privée de tous les hommes avec la collaboration de plus de 300 savants et littérateurs français ou étrangers, 2e édition, 1843-1865 [détail de l’édition]